# Polanka (województwo dolnośląskie)
Polanka – wieś w Polsce położona w województwie dolnośląskim, w powiecie legnickim, w gminie Ruja.

## Podział administracyjny
W latach 1975–1998 miejscowość położona była w województwie legnickim.

## Zabytki
Do wojewódzkiego rejestru zabytków wpisany jest:
- zespół pałacowy, z drugiej połowy XIX w.
  -  pałac
  - park